# Clinopodium glabrum
Clinopodium glabrum là một loài thực vật có hoa trong họ Hoa môi. Loài này được (Nutt.) Kuntze mô tả khoa học đầu tiên năm 1891.

## Hình ảnh

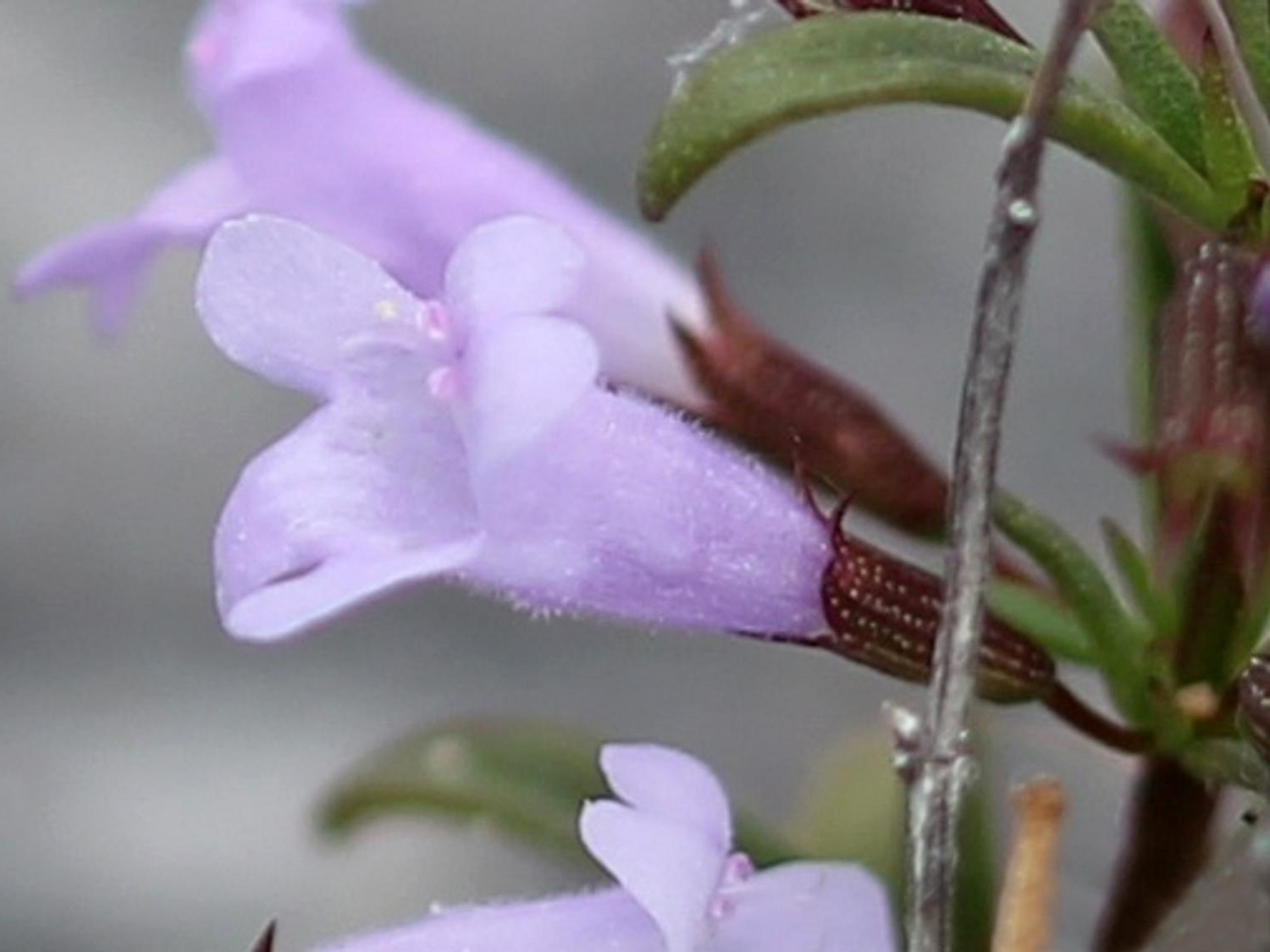
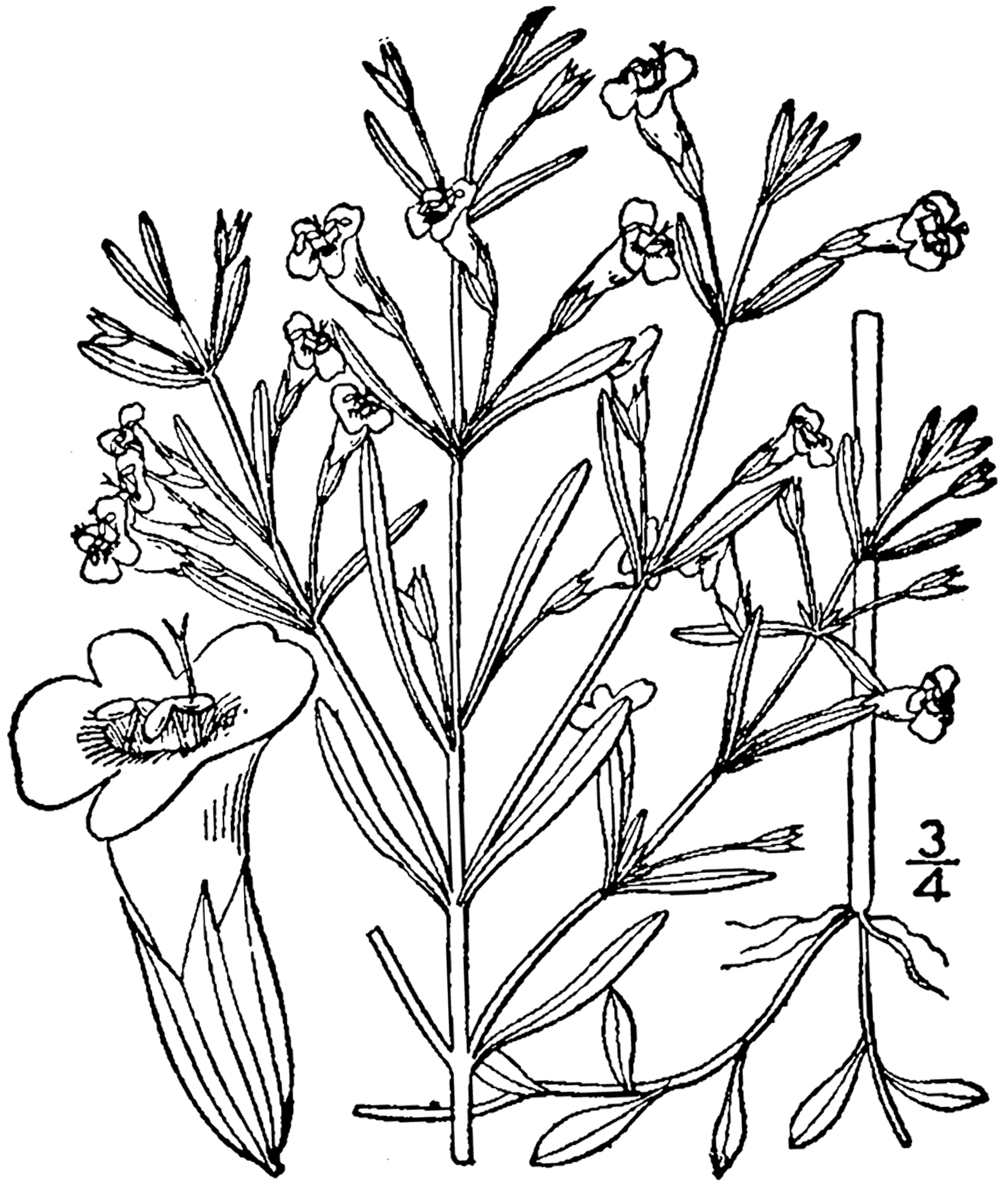